# Sandro Aminashvili
Sandro Aminashvili –en georgiano: სანდრო ამინაშვილი– (Tiflis, 21 de febrero de 1992) es un deportista georgiano que compite en lucha libre.
Ganó una medalla de bronce en el Campeonato Mundial de Lucha de 2015 y dos medallas en el Campeonato Europeo de Lucha, plata en 2021 y bronce en 2018. En los Juegos Europeos de Bakú 2015 obtuvo una medalla de bronce en la categoría de 86 kg.

## Palmarés internacional
| Campeonato Mundial | Campeonato Mundial         | Campeonato Mundial | Campeonato Mundial |
| Año                | Lugar                      | Medalla            | Categoría          |
| ------------------ | -------------------------- | ------------------ | ------------------ |
| 2015               | Las Vegas (Estados Unidos) | Medalla de bronce  | 86 kg              |
| Juegos Europeos    |                            |                    |                    |
| Año                | Lugar                      | Medalla            | Categoría          |
| 2015               | Bakú (Azerbaiyán)          | Medalla de bronce  | 86 kg              |
| Campeonato Europeo |                            |                    |                    |
| Año                | Lugar                      | Medalla            | Categoría          |
| 2018               | Kaspisk (Rusia)            | Medalla de bronce  | 86 kg              |
| 2021               | Varsovia (Polonia)         | Medalla de plata   | 86 kg              |